# Museum für Volksarchitektur und Landleben Schewtschenko-Hain
Das Museum für Volksarchitektur und Landleben „Schewtschenko-Hain“ (ukrainisch Музей народної архітектури і побуту «Шевченківський гай») ist ein Freilichtmuseum der Volksarchitektur innerhalb des Regionalen Landschaftsparks Snesinnja in der ukrainischen Stadt Lwiw (Lemberg) (Stadtteil Welyki Krywtschyzi).

## Geschichte
Auch wenn das Museum erst 1971 eröffnet wurde, geht dessen Geschichte auf den ukrainischen Wissenschaftler Sventsitsky Hilarion und die späten 1920er Jahre zurück. Michael Dragan gelang es mit Unterstützung des Metropoliten Andrej Scheptyzkyj die 1761 erbaute und dem Hl. Nikolaus geweihte Holzkirche aus dem Dorf Krywko zu translozieren. An ihrem ursprünglichen Standort war sie nach der Erbauung einer neuen Kirche überflüssig geworden und sollte demontiert werden. Heute ist sie als Kulturdenkmal von nationalem und europäischem Rang eine der Hauptsehenswürdigkeiten des Museums.
Die Arbeiten zur eigentlichen Errichtung des Museums begannen 1966 auf Initiative des Museums für Völkerkunde und Kunsthandwerk in Lwiw und führten 1971 zur Eröffnung des Museums.

## Beschreibung
Das Museum besitzt 150 Gebäude von 54 verschiedenen Ländereien sowie mehrere Ausstellungsgebäude und einen Museumsshop. Unter den Gebäuden sind landwirtschaftliche Anwesen, Schmieden, Schulen, Walkmühlen, Sägewerke, Wassermühlen, Windmühlen und mehrere Holzkirchen. Das älteste Gebäude ist die Kirche des Dorfes Cap von 1749. Die 60-ha-Fläche des Museums ist in sechs ethnographische Bereiche unterteilt. In jedem dieser Bereiche steht jeweils ein kleines Dorf mit 15 bis 20 Baudenkmälern aus den Regionen der westlichen Ukraine. Die Dörfer haben jeweils einen Namen, nämlich Бойківщина (Bojkiwschtschyna, Bojken-Dorf), Лемківщина (Lemkiwschtschyna, Lemken-Dorf), Гуцульщина (Huzulschtschyna, Huzulen-Dorf), Буковина (Bukowina), Поділля (Podiljja, Podolien) und Львівщина (Lwiwschtschyna, Lemberger Dorf).
Das Museum organisiert volkskundliche Ausstellungen und Volksmusik-Festivals.

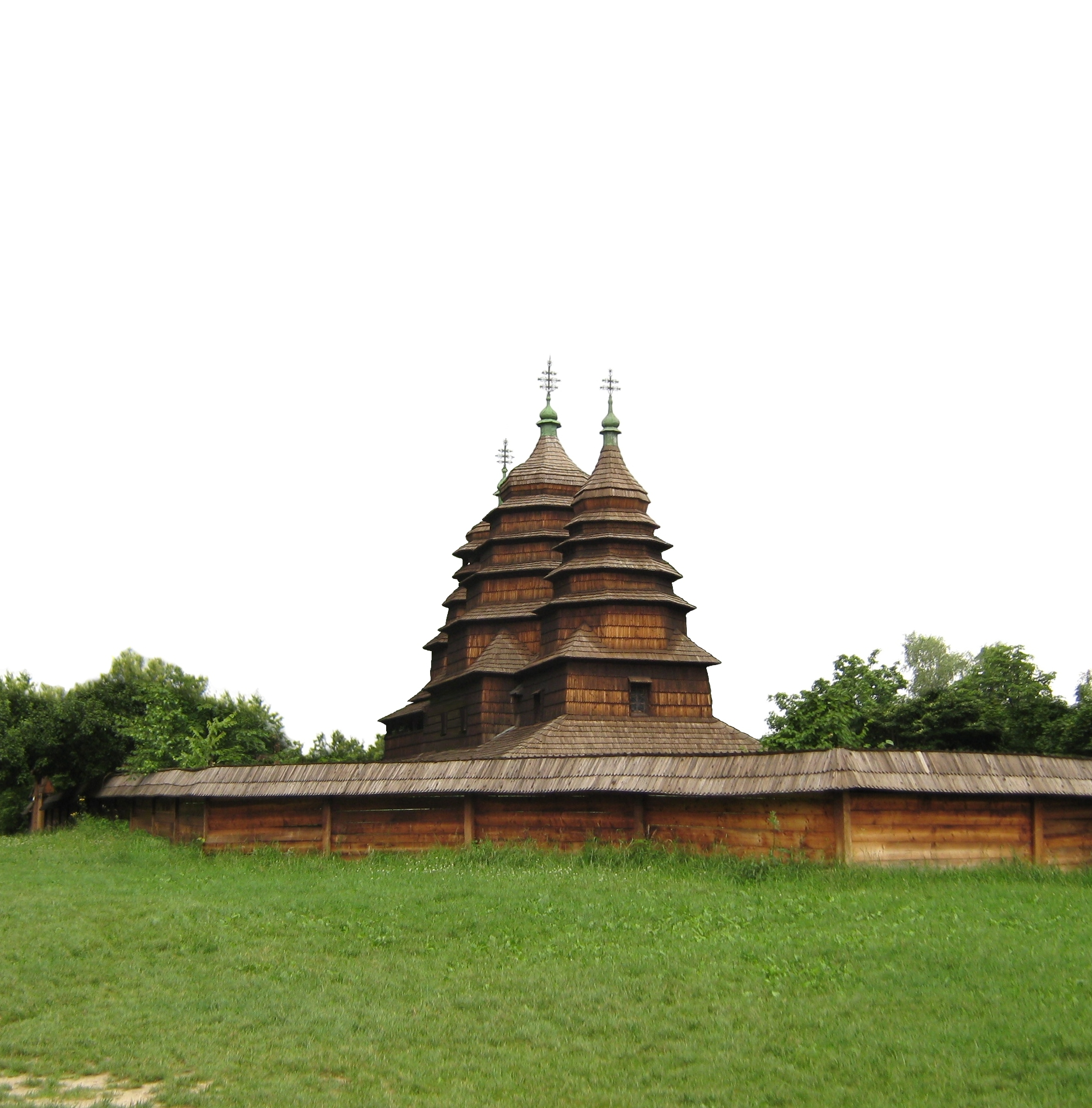
Dorfkirche aus Krywko
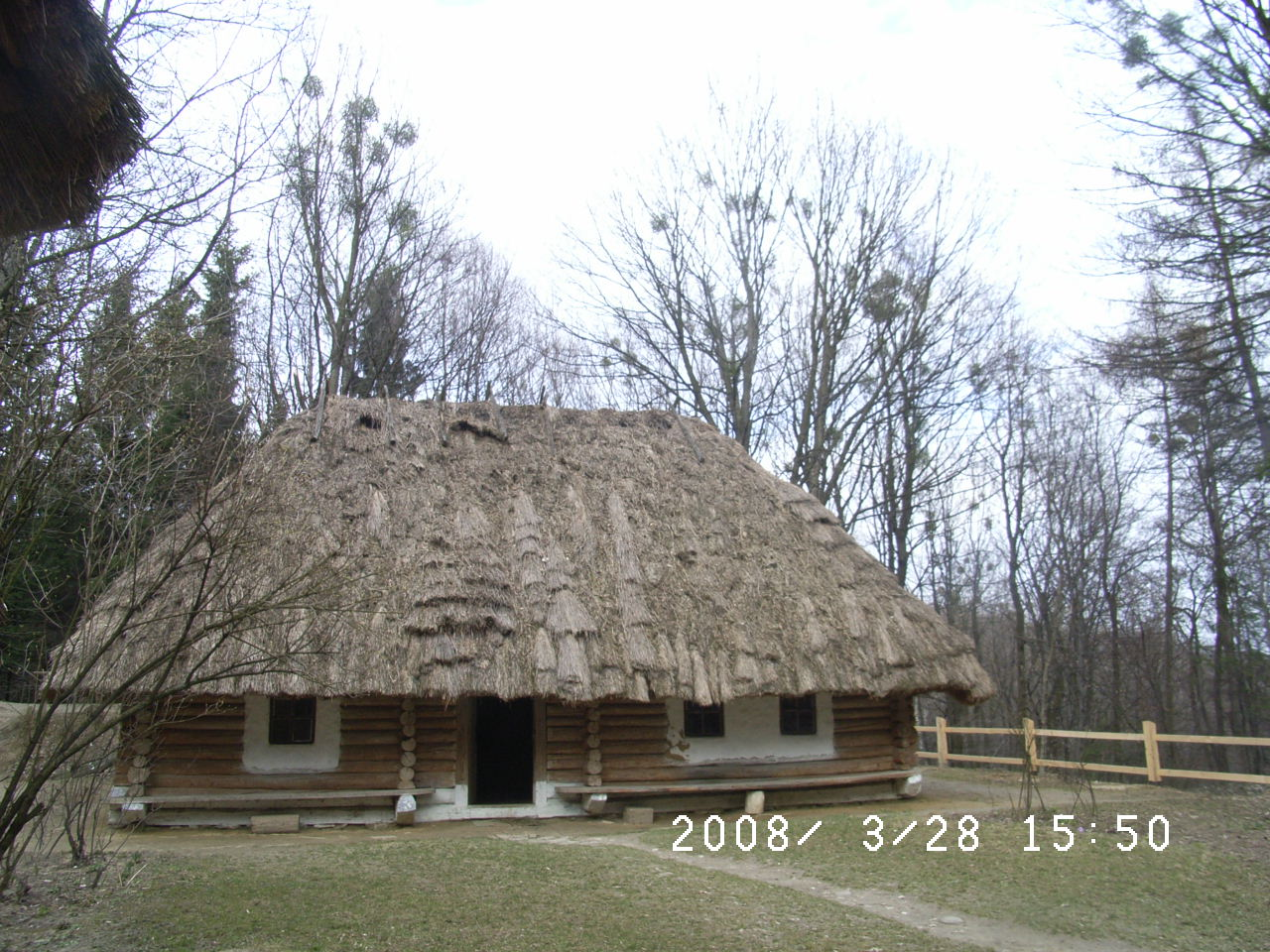
Bauernhaus aus Bereschonka
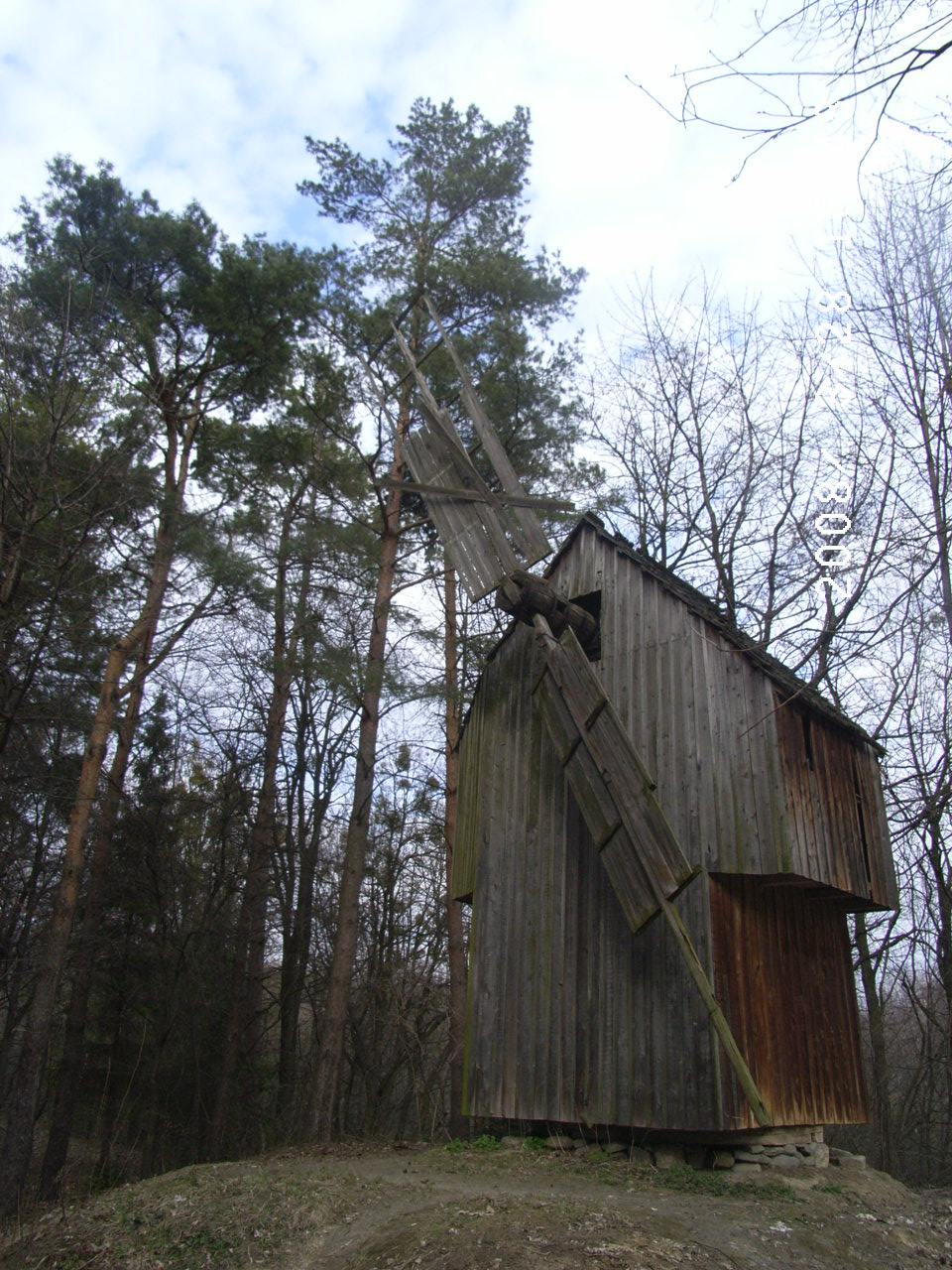
Windmühle aus Schyriwzi
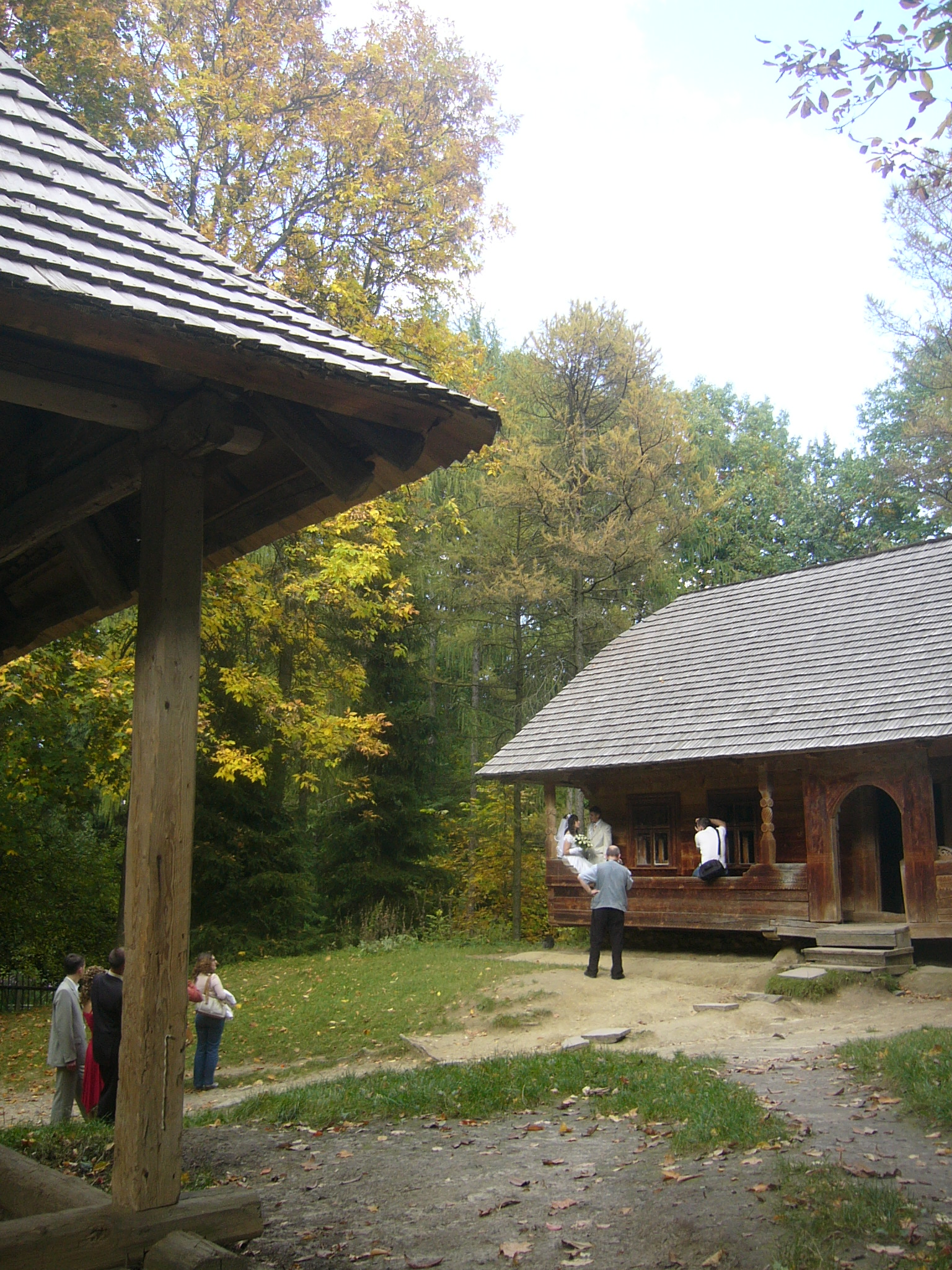
Region Bojkowschtschyna
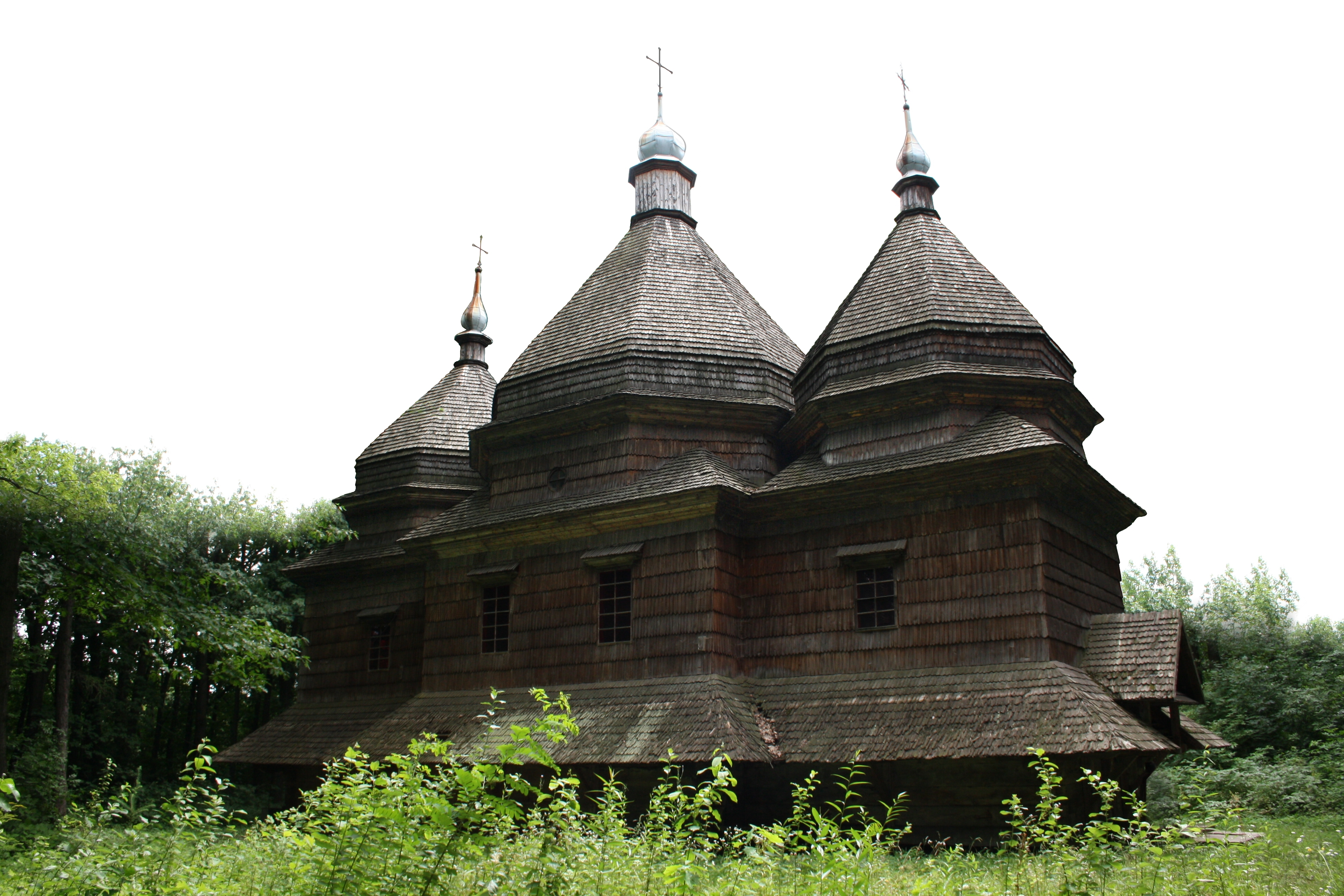
Dorfkirche aus Stojaniw
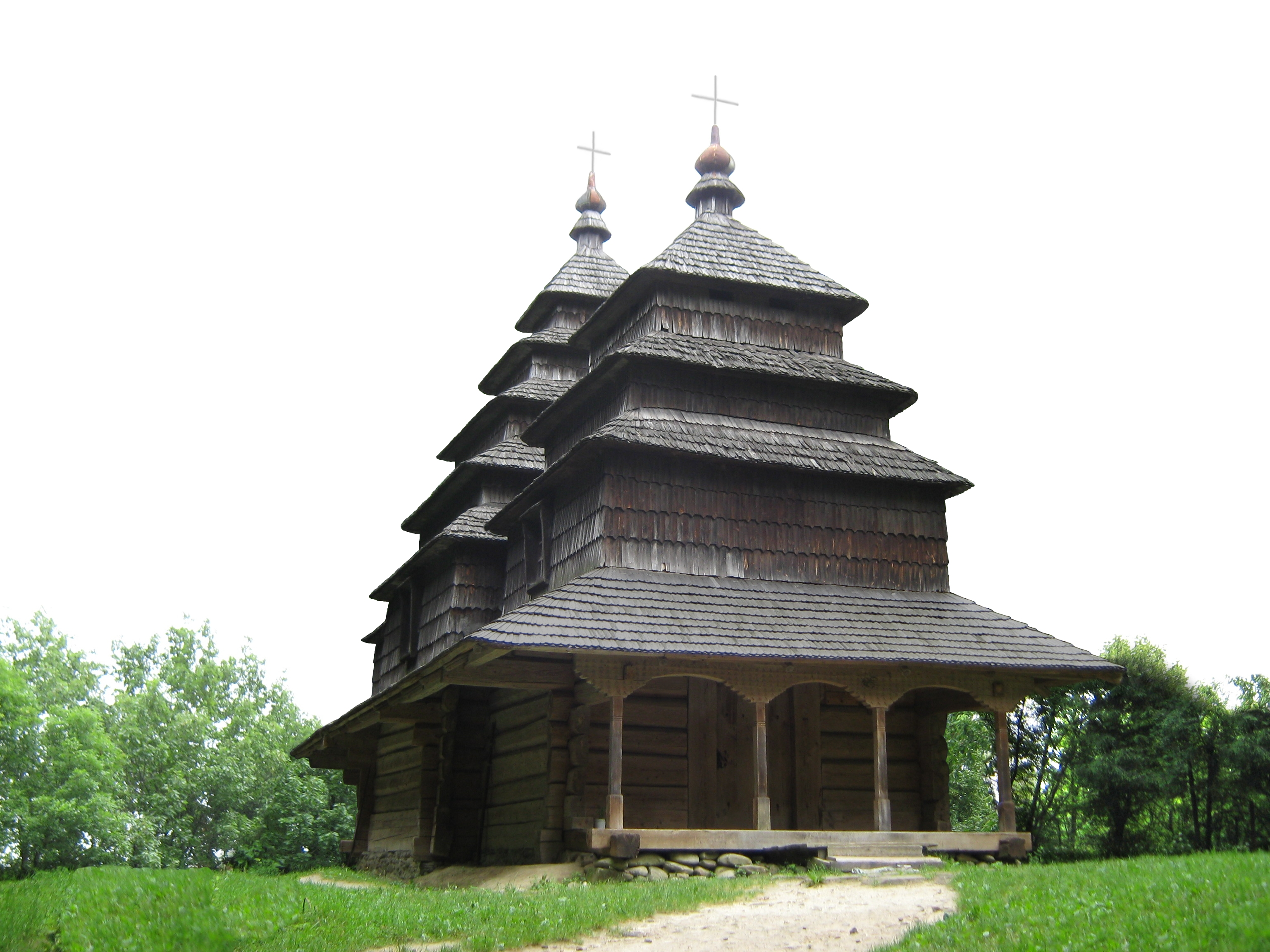
Dorfkirche aus Tysowez